# Josef Maleček
Josef Maleček (18. června 1903 Praha – 26. září 1982 Bayport, New York, USA) byl československý hokejový útočník, který získal několik titulů mistra Evropy a zároveň byl čtyřikrát nejlepším střelcem tohoto turnaje. Byl historicky prvním nejlepším střelcem nejvyšší československé ligové soutěže. Pro své střelecké kvality (jenom na klubové úrovni vstřelil více než 1 000 branek) patřil ve své době mezi nejlepší hokejisty Evropy. Je členem Síně slávy českého hokeje a Síně slávy IIHF.

## Život

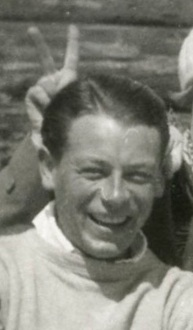
Josef Maleček v roce 1930

Maleček byl všestranný sportovec (reprezentoval Československo v tenisovém Davis Cupu, hrál fotbal a závodil v atletice). Lední hokej hrál od roku 1920 za Spartu Praha. Jeho talent se brzy projevil natolik, že ve své době v neobvykle nízkém věku debutoval v československé reprezentaci. Hned při prvním startu navíc získal s týmem titul mistra Evropy, i když to byl jeden ze tří mezinárodních mistrovských turnajů, na němž nebyl nejlepším československým střelcem. V roce 1924 odcestoval v době vrcholících sporů rozštěpeného hokejového svazu na olympijský hokejový turnaj jako voják prezenční služby až po rozkazu přímo z ministerstva obrany. Do začátku druhé světové války tak vynechal pouze jediný mezinárodní mistrovský turnaj z těch, kterých se československá reprezentace zúčastnila. V roce 1932 mu nedovolilo odcestovat zranění.
V té době byl již pět let členem úspěšné hráčské generace v klubu LTC Praha. V roce 1931 dostal nabídku od NY Rangers k přechodu do NHL, kterou však neopětoval. Vedle tohoto a mnoha dalších uznání vysokých kvalit byl na druhé straně někdy kritizován z domova i zahraničí, že na klubové úrovni podává obvykle lepší výkony, než když hraje za reprezentaci. Jeho reprezentační bilance ovšem čítá vynikajících 114 gólů vstřelených ve 107 zápasech. S LTC Praha vyhrál dále Spenglerův pohár a po ustanovení československé ligové soutěže také šest titulů mistra ligy. Dvakrát se stal nejlepším střelcem ligy, když dokázal vstřelit v průměru více než dva góly v jediném zápase.
V roce 1943 Maleček přešel do klubu ŠK Bratislava, kde se postupně přesunul spíše na místo obránce. Po únorovém převratu 1948 emigroval do Švýcarska a měl snahu vytvořit exilovou reprezentaci. Do roku 1952 hrál i trénoval zároveň v HC Davos, dále působil v Curychu, Krefeldu a Hannoveru. V roce 1955 se stal redaktorem Rádia Svobodná Evropa. V roce 1963 byl také jmenován čestným předsedou Svazu československých sportovců v zahraničí. Zemřel na zástavu srdce po smrti své druhé manželky.

### Osobní úspěchy
- Nejlepší střelec mistrovství Evropy v ledním hokeji – 1925, 1929, 1933, 1935
- Nejlepší střelec československé hokejové ligy – 1936–1937, 1939–1940

### Ocenění
- člen Síně slávy IIHF (2003)
- člen Síně slávy českého hokeje (2008)

## Citát
| „             | Na hřišti jsem se seznámil s Pepou Malečkem, vypomáhal nám v mužstvech Arény, Tyláčku, Švanďáku, Rokoka i Divadla "U Nováků". Byl to výborný parťák a zůstal jím i v exilu. Jeden čas býval sportovním redaktorem ve Svobodné Evropě a i když přesídlil do Ameriky, psával pro RSE sportovní relace. Býval předsedou Svazu sportovců v zahraničí...Maleček při každém mejdanu musí vyprávět, jak opouštěl po únoru Československo. Na peruánském vyslanectví dostal od známého peruánský pas a když s ním přijel na hranici, odbavil ho celník bez dlouhých průtahů. Když Pepa odjížděl, volal za ním: "Ale pane Maleček, jste poslední Peruánec, kterýho tu pouštíme!" | “ |
| — Jára Kohout | |   |

## Zajímavost
V roce 1935 hrál v reklamním filmu s Vlastou Burianem: "Tři muži na silnici (slečnu nepočítaje)"